# Кохос (Њујорк)
Кохос (енгл. Cohoes) град је у америчкој савезној држави Њујорк. По попису становништва из 2010. у њему је живело 16.168 становника.

## Демографија
Према попису становништва из 2010. у граду је живело 16.168 становника, што је 647 (4,2%) становника више него 2000. године.
| Група             | 2000.          | 2010.          |
| Белци             | 14.582 (94,0%) | 14.269 (88,3%) |
| Афроамериканци    | 335 (2,2%)     | 754 (4,7%)     |
| Азијати           | 106 (0,7%)     | 142 (0,9%)     |
| Хиспаноамериканци | 315 (2,0%)     | 606 (3,7%)     |
| Укупно            | 15.521         | 16.168         |